# Emma Nelson
Emma Nelson es un personaje ficticio de la serie canadiense de televisión Degrassi. Es interpretada por la actriz Miriam McDonald.

## Historia
Es la hija de Christine Nelson, quien dio a luz a Emma entre la segunda y tercera de Degrassi Junior High. Emma es elegante, resuelta e idealista. Ella apoya causas como la protección del medio ambiente y la oposición a los alimentos transgénicos. Tuvo una relación con Sean Cameron, con el que cortó dos veces. En la quinta temporada, ella pierde el control de su vida, comenzando una dieta drástica que la lleva a la anorexia. Debido a estos desórdenes alimenticios, va a parar al hospital, donde se recupera. Es novia de Peter Stone.
- Datos: Q5372916